# 達奇克里克鎮區 (愛荷華州華盛頓縣)
達奇克里克鎮區（英語：Dutch Creek Township）是位於美國愛荷華州華盛頓縣的一個行政鎮區。

## 地方資料
根據2010年美國人口普查的數據，達奇克里克鎮區的面積為114.93平方千米，當中陸地面積為114.20平方千米，而水域面積為0.73平方千米。當地共有人口263人，而人口密度為每平方千米2.29人。